# تپه مرن
تپه مرن مربوط به عصر برنز است و در شهرستان ملایر، بخش سامن، دهستان حرم رود سفلی، روستای حسن کوسج واقع شده و این اثر در تاریخ ۲۵ آبان ۱۳۸۷ با شمارهٔ ثبت ۲۳۶۹۶ به‌عنوان یکی از آثار ملی ایران به ثبت رسیده است.